# Comité Paralímpico Nacional de Ucrania
El Comité Paralímpico Nacional de Ucrania es el comité paralímpico nacional que representa a Ucrania. Esta organización es la responsable de las actividades deportivas paralímpicas en el país. Es miembro del Comité Paralímpico Internacional y del Comité Paralímpico Europeo.